# 峇都布爹礁
，位于南沙群岛南部，部分学者认为其隸屬於巴丁宜阿里暗沙群最南部的一個暗礁。峇都布爹礁现由马来西亚政府实际控制，中華人民共和國政府和中華民國政府亦声称拥有其主权。

## 名稱
美国地名委员会使用的名称为“Sierra Blanca Reef”（塞拉布兰卡礁 ，西班牙语意为“白山礁”），马来西亚民间称为“Beting Batu Puteh”（峇都布爹礁，意为“白石礁”），中国则称澄平礁。
1935年中华民国水陆地图审查委员会审定公布《中国南海各岛屿华英地名对照一览表》，“Sierra Blanca Reef”並不在列。1947年中华民国内政部公布的《南海诸岛新旧名称对照表》，则使用了“澄平礁”的名称。1983年中华人民共和国中国地名委员会公布的《我国南海诸岛部分标准地名》也沿用“澄平礁”的名称。

## 歷史
峇都布爹礁位于沙吉礁西南约5海里。
峇都布爹礁现由马来西亚政府实际控制，中華人民共和國政府和中華民國政府亦声称拥有其主权。

## 参阅
- 南康暗沙
- 鲁克尼亚暗沙群